# Mountain Iron (Minnesota)
Pour les articles homonymes, voir Mountain Iron.
Mountain Iron est une ville américaine située dans le Comté de Saint Louis, dans le Minnesota. Selon le recensement de 2010, sa population est de 2 869 habitants.